# Мальча (заказник)
Ма́льча — ботанічний заказник місцевого значення в Україні. Розташований у межах Городнянської міської громади Чернігівського району Чернігівської області, на захід від села Мальча.
Площа 490 га. Статус присвоєно згідно з рішенням Чернігівського облвиконкому від 04.12.1978 року № 529; від 28.08.1989 року № 164. Перебуває у віданні ДП «Городнянське лісове господарство» (Рубізьке л-во, кв. 65-75).
Статус присвоєно для збереження лісового масиву з високопродуктивними насадженнями дуба (східна частина заказника) і сосни (західна частина заказника). На перезволожених ділянках переважають насадження осики, вільхи, берези. У трав'яному покриві зростають яглиця звичайна, конвалія звичайна.